# 富溪镇 (内江市)
富溪乡，是中华人民共和国四川省内江市东兴区下辖的一个乡镇级行政单位。

## 行政区划
富溪乡下辖以下地区：
田溪社区、来凤社区、天赐村、长山村、天桥村、来凤村、高坪村、双井村、白马滩村、鸭子冲村、染房坝村、宁安桥村、田溪口村、顺江村、太平坝村、凤凰村、高山村、罗井村和建华村。